# Off! (banda)
OFF! foi um supergrupo de hardcore punk estadunidense formado por Keith Morris (Circle Jerks/Black Flag) no vocal, Dimitri Coats (Burning Brides) na guitarra, Steven McDonald (Redd Kross) no baixo e Mario Rubalcaba (Rocket From The Crypt/Hot Snakes) na bateria. 
A ideia de formar a banda veio após Dimitri Coats ser convidado para a produção de um álbum do Circle Jerks, porém Coats discordou que as músicas compostas por Greg Hetson tivessem a categoria da banda e isso irritou os membros da banda que despediram Dimitri. Keith Morris ficou do lado de Dimitri Coats e juntos começaram a escrever novas músicas que usariam para formar o OFF!. A banda fez sua primeira apresentação em 2010 no South By Southwest Music Festival em Austin, Texas.

Anthony Kieds do Red Hot Chili Peppers apareceu em sua turnê I'm with You World Tour e em videoclipes do disco usando um boné do Off! para promover a banda. Sobre isso Morris declarou que conhece Anthony e Flea há mais de 30 anos e eles são amigos desde o início do Red Hot Chili Peppers já que por ele estar fazendo música há mais de 33 anos o possibilita ter amigos em bandas extremamente grandes.
Em novembro de 2013 a banda fez sua primeira turnê sul-americana com shows em São Paulo, Rio de Janeiro, Curitiba, Buenos Aires e  Santiago (Chile).
Em 2019 a banda anunciou o plano de fazer um filme e trilha sonora chamados Watermelon. Porém o financiamento coletivo foi malsucedido e não conseguiu arrecadar os 175.000 dólares pretendidos.
Em 2021 a banda anunciou que participaria do álbum tributo ao Metallica The Metallica Blacklist, fazendo uma versão de "Holier than Thou". O videoclipe conta com aparições de David Yow do The Jesus Lizard, Angelo Moore do Fishbone, cosplayer/atriz Chloe Dykstra, e o escritor/diretor/comediante Derrick Beckles, entre outros. O novo videoclipe apresentou os novos membros, o baixista Autry Fulbright II (...And You Will Know Us by the Trail of Dead) e o baterista do Thundercat, Justin Brown. a banda também anunciou que estava trabalhando em um novo álbum, que seria o Free LSD, e para isso assinaram com uma nova gravadora, a Fat Possum Records, onde também relançariam os discos antigos.
Em 2022 a banda lança o aguardado Free LSD com uma influência psicodélica. No ano seguinte anunciam o retorno de Mario Rubalcaba como baterista e lançam sobras de estúdio, um EP chamado FLSD EP. E já em 2024 a banda anuncia as datas de apresentações de encerramento e lançamento do filme de ficção científica: agora renomeado Free LSD, dirigido e roteirizado por Dimitri Coats.

## Discografia

### Álbuns de estúdio
- First Four EPs (2010)
- Off! (2012)
- Wasted Years (2014)
- Free LSD (2022)

### Ao vivo
- Live at 9:30 Club (2013)

### EPs
- FLSD EP (2023)

### Singles
- 1st EP (2010)
- Compared to What (2011)
- Live at Generation Records (2011)
- Sugar Daddy Live Split Series (split com Melvins) (2012)
- Learn to Obey (2014)
- War Above Los Angeles (2022)
- Kill to Be Heard (2022)
- Keep Your Mouth Shut (2023)
- Oblivion (2024)

### Aparições em coletâneas
- The Music of Grand Theft Auto V (2013)
- The Metallica Blacklist (2021)

### Videoclipes
| 23 de set. de 2010 | "Upside Down"                        | First Four EPs |
| 27 de set. de 2010 | "Darkness"                           | First Four EPs |
| 7 de out. de 2010  | "Black Thoughts"                     | First Four EPs |
| 19 de out. de 2010 | "I Don't Belong"                     | First Four EPs |
| 14 de abr. de 2012 | "Wiped Out"                          | Off!           |
| 10 de jun. de 2012 | "Cracked"                            | Off!           |
| 11 de jul. de 2012 | "Borrow and Bomb/I Got News For You" | Off!           |
| 12 de out. de 2012 | "Wrong"                              | Off!           |
| 14 de fev. de 2014 | "Void You Out"                       | Wasted Years   |
| 7 de mar. de 2014  | "Hypnotized"                         | Wasted Years   |
| 5 de mai. de 2014  | "Red White and Black"                | Wasted Years   |
| 27 de jul. de 2022 | "War Above Los Angeles"              | Free LSD       |